# Ladon Valles
La Ladon Valles è una valle nell'emisfero sud di Marte. Il suo nome deriva da Laudona, antico nome del fiume Λάδωνας (Ládonas) nella penisola del Peloponneso, in Grecia.

## Geologia
La morfologia della Ladon Valles è coerente con quella tipica dei canali di deflusso: tenendo conto delle sue dimensioni geometriche e delle stime del volume del flusso, è possibile ipotizzare che la valle si sia stata una connessione fluviale tra il cratere Holden e il Bacino Ladon stesso, durante il Noachiano. Pertanto, è molto probabile che ci fosse il volume di acqua necessario per permettere al percorso del flusso di estendentesi dalla la regione polare meridionale fino alla Chryse Planitia.

## Strati di rocce
Recenti ricerche hanno individuato un punto della valle in cui sono presenti affioramenti di colore chiaro costituiti da depositi di materiale stratificato che si estendono lateralmente, in contrasto con materiali più scuri che ricoprono il fondo del canale. Le fratture del terreno e i crateri da impatto sono parzialmente riempiti da dune di colore scuro. Queste estese stratificazioni potrebbero essere il risultato della deposizione di sedimenti in acque basse, fluiti dalla Ladon Vallis verso nord. Successive ed episodiche inondazioni possono avere eroso e portato alla luce le stratificazioni sedimentarie preesistenti.

## Unico canale di deflusso
Si pensa che la Ladon Valles, l'Ares Vallis, la Margaritifer Terra e l'Uzboi Vallis, che ora sono separate da grandi crateri, in passato siano appartenute a un unico "canale di deflusso" che scorreva a nord verso Chryse Planitia.
L'origine ipotizzata di questo canale di deflusso è l'Argyre Planitia, si pensa che sia stato un lago riempito fino all'orlo dai canali (Surius, Dzigai e Palacopus Valles) drenanti provenienti dal polo sud. Se questa ipotesi fosse corretta, la lunghezza di questo sistema di drenaggio sarebbe di più di 8000 km, il percorso di drenaggio più lungo noto nel Sistema solare.

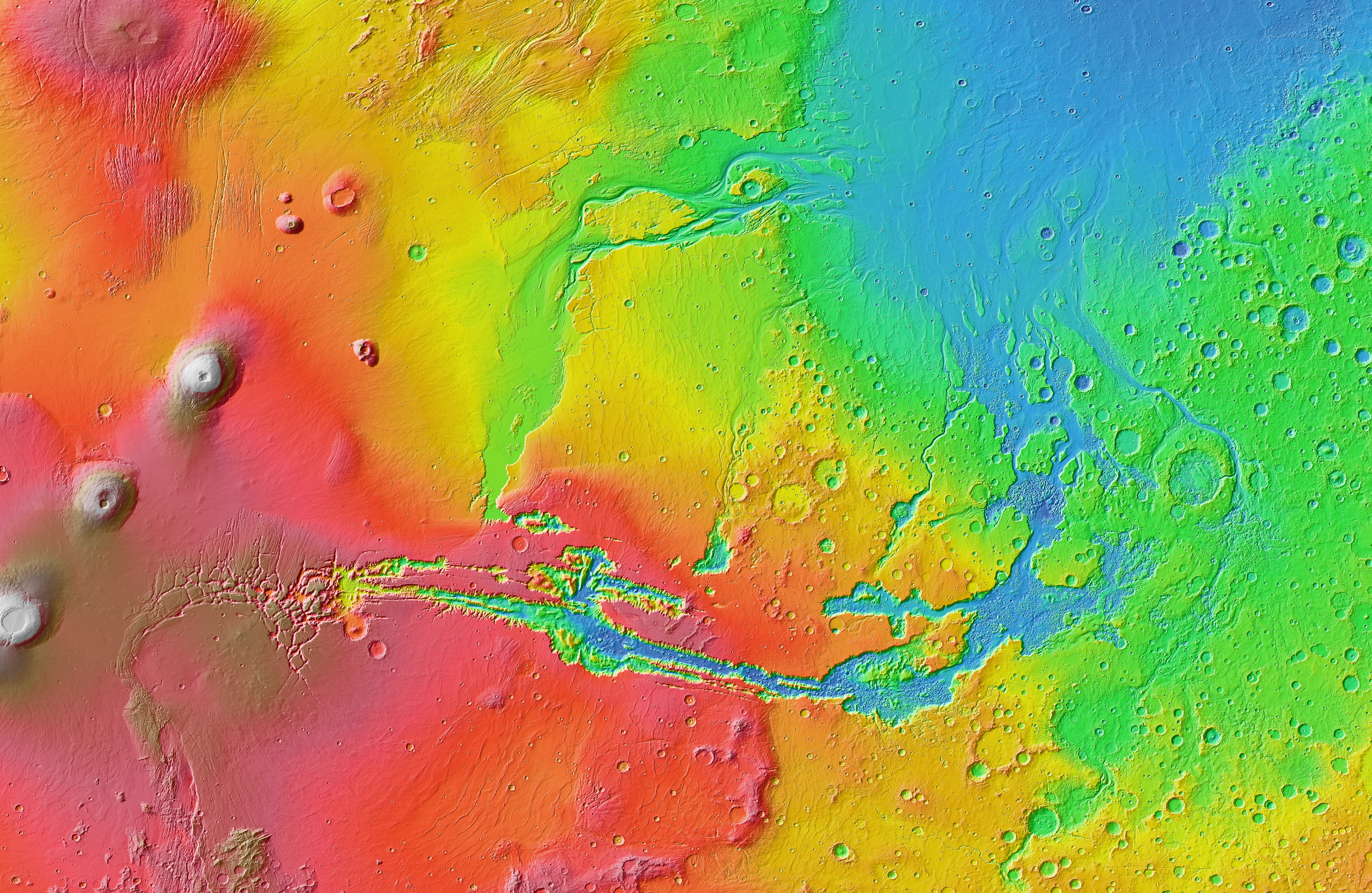
Sulla destra sono visibili in successione (dal basso verso l'alto):Uzboi Vallis, Ladon Valles, Margaritifer Terra, Ares Vallis, Chryse Planitia.